# Cerbero (satélite)

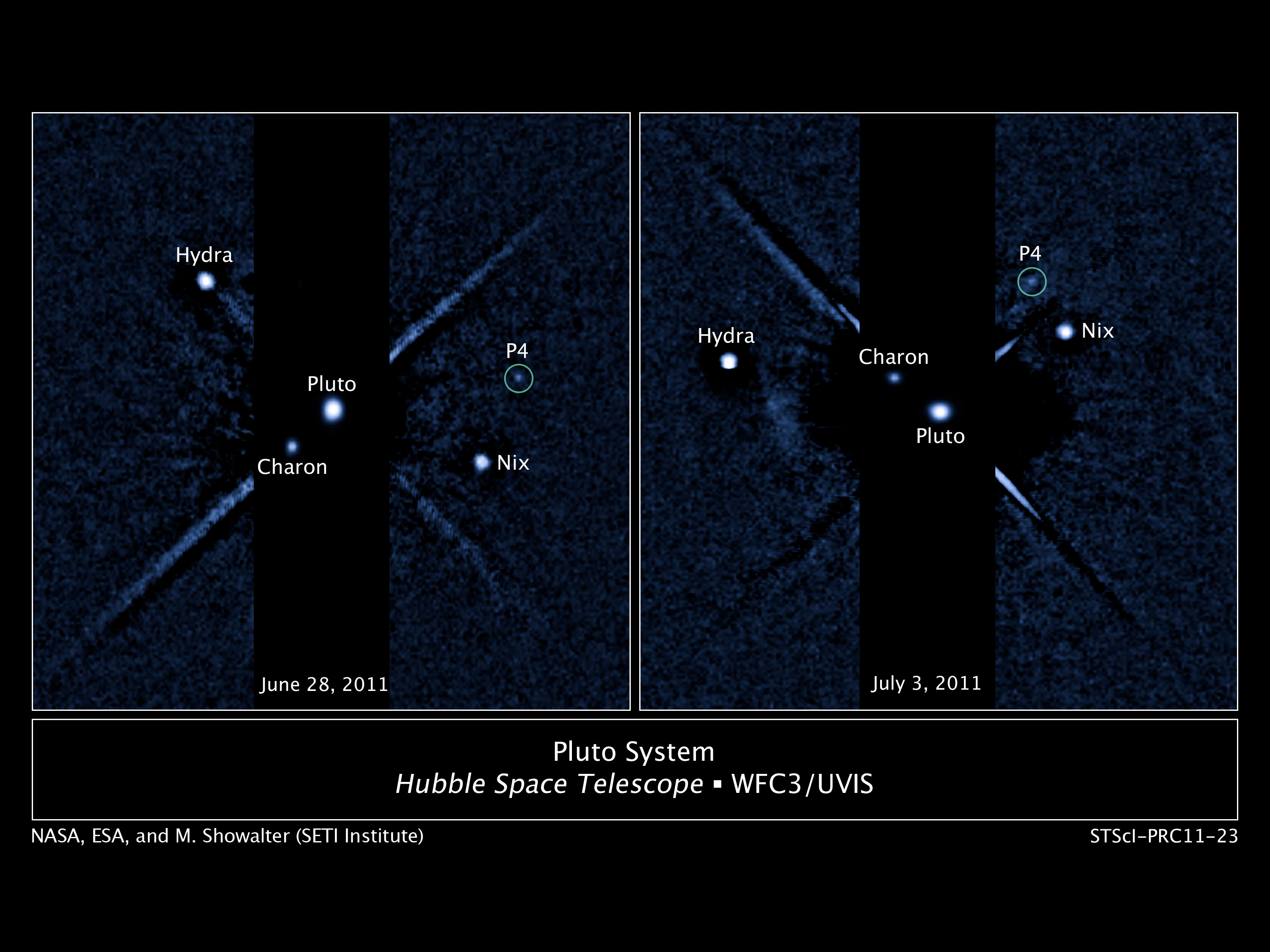
Imágenes del descubrimiento de Kerberos captadas por el telescopio espacial Hubble

Cerbero (anteriormente conocido por el nombre provisional S/2011 P 1 e informalmente como P4) es un pequeño satélite natural de Plutón. Fue descubierto por el telescopio espacial Hubble el 28 de junio de 2011 y vuelto a fotografiar los días 3 y 18 de julio de 2011, verificándose su estatus de nuevo satélite el 20 de julio de 2011. Con un diámetro aproximado de entre 13 y 34 km, es el segundo satélite conocido de Plutón de menores dimensiones después del satélite Estigia, del que se estima tiene un diámetro de entre 10 y 25 kilómetros. Cerbero tiene una órbita circular y ecuatorial de aproximadamente 59 000 km. El satélite orbita en la región entre Nix e Hydra y efectúa una órbita completa de Plutón cada casi 31 días terrestres.
El satélite no fue descubierto en las anteriores fotos de 2005 junto a Hidra y Nix debido a su tenue magnitud aparente (+26,1), por lo que hubo que utilizar la cámara más potente del Hubble (faint objects), así se captó a los cuatro satélites.

## Nombre
La convención para nombrar satélites plutonianos es la de escoger nombres relacionados con el dios Plutón y el inframundo de la mitología clásica.
El equipo del descubrimiento debía proponer a la Unión Astronómica Internacional un nombre formal para S/2011 P 1, por lo que el jefe del equipo Mark Showalter y el Instituto SETI realizaron en 2013, en nombre del equipo que descubrió los satélites P4 y P5, una encuesta web no vinculante para que el público pudiera escoger sus nombres preferidos. Los participantes podían escoger un nombre de una lista de nombres mitológicos relacionados con el dios Plutón o bien proponer otros nombres.
Tras el anuncio inicial, William Shatner, el actor que interpreta al Capitán James T. Kirk en la franquicia Star Trek, propuso los nombres Vulcano y Rómulo, en referencia al dios del fuego Vulcan (en inglés, un sobrino de Plutón) y a Romulus (en latín, el fundador de Roma, pero también a los planetas ficticios Vulcano y Rómulo del universo de Star Trek. El nombre de Rómulo fue desechado debido a la existencia de un satélite asteroidal con ese nombre.
Vulcano fue el nombre que más votos consiguió después de que Shatner tuiteara sobre él, mientras que Kerberos (el perro que guarda el inframundo de Plutón) quedó segundo y Styx (la diosa del río del mismo nombre del inframundo) quedó tercero. Se enviaron los nombres ganadores a la Unión Astronómica Internacional. Sin embargo, la UAI rechazó el nombre de Vulcano por no ser un dios del inframundo y porque ese nombre ya había sido escogido para designar un planeta hipotético situado en el interior de la órbita de Mercurio, además de los asteroides vulcanoides.
El 2 de julio de 2013 la UAI anunció la aprobación de los nombres Estigia para P5 y Cerbero para P4. Cerbero fue nombrado en honor del monstruoso perro tricéfalo de su nombre referido, Cerbero, hijo de Tifón y Equidna, hermano de la Hidra de Lerna y vigilante de la puerta del Inframundo.